# Luigi Pelloux

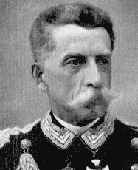
Luigi Pelloux

Luigi Girolamo Pelloux (* 1. März 1839 in La Roche-sur-Foron, Savoyen; † 26. Oktober 1924 in Bordighera) war ein italienischer General, Politiker und Präsident des Ministerrats (Ministerpräsident).

## Leben
Seine Eltern waren ursprünglich Staatsbürger des Königreichs Piemont-Sardinien und behielten diese auch bei, als Savoyen 1860 an das französische Kaiserreich abgetreten wurde. 1857 trat Pelloux als Leutnant der piemontesischen Armee bei und machte die Feldzüge von 1859 und 1866 mit, wo er die militärische Ehrenmedaille für seinen Einsatz in der Schlacht bei Custozza erhielt. Außerdem kommandierte er 1870 als Major die Reserve-Artillerieabteilung, die bei der Besetzung Roms die Stadtmauer an der Porta Pia durchbrach, worauf die Einigung Italiens abgeschlossen wurde. 1878 wurde er zum Oberst befördert.
1881 wurde Pelloux als Abgeordneter der Linken in das neue italienische Parlament gewählt, wo er bis in das Jahr 1895 einen Sitz behalten sollte. Elf Jahre zuvor bereits war er Mitarbeiter im Kriegsministerium und schließlich, im Jahre 1880, dort Generalsekretär geworden, nachdem er 1885 zum Generalmajor befördert worden war. 1889 war er zwischenzeitlich Inspekteur der Alpentruppen. In diesem Amt hatte er viele notwendig gewordene Reformen im Militärwesen durchgeführt, was sicherlich dazu beitrug, dass er in den Kabinetten von Rudini und Giolitti zwischen dem 6. Februar 1891 – nachdem er zum Generalleutnant und Divisionskommandeur befördert worden war – bis zum 15. Mai 1892 sowie anschließend bis zum 28. November 1893 als Kriegsminister wirkte. 1896 wurde Pelloux Senator. Das Kriegsministerium übernahm er auch nach dem Rücktritt Ricottis am 14. Juli 1896, trat aber am 4. Dezember 1897 zurück. Nach seinem Rücktritt wurde er im Mai 1898 als königlicher Vertreter nach Bari entsandt, um dort die öffentliche Ordnung wiederherzustellen, jedoch ohne das Kriegsrecht anzuwenden.
Nach dem Rücktritt der Regierung Rudinì V im Juni 1898 wurde General Pelloux von König Umberto I. am 28. Juni mit der Kabinettsbildung beauftragt und war Ministerpräsident und Innenminister. Ein Jahr später trat er im Mai 1899 wegen der verfehlten Chinapolitik erneut zurück, wurde jedoch wieder mit einer neuen Kabinettsbildung beauftragt. Anschließend ging er hart gegen die revolutionären Bewegungen im Süden des Landes vor, weshalb das neue Kabinett größtenteils aus Militärs und Konservativen bestand.
Aufgrund des Rücktritts von Kriegsminister Giuseppe Mirri am 8. Januar 1900 wegen dessen Verbindungen zur Mafia, übernahm er vorübergehend das Kriegsministerium.
Am 18. Juni 1900 trat Pelloux wegen der ungünstigen Wahlen zur Deputiertenkammer nun endgültig von allen Regierungsämtern zurück. Am 29. Oktober 1901 wurde ihm schließlich der Befehl über das Turiner I. Armeekorps übertragen. Pelloux trat am 15. Juni 1902 in den Ruhestand.
Luigi Pelloux starb am 26. Oktober 1924 in Bordighera.